# Bokia

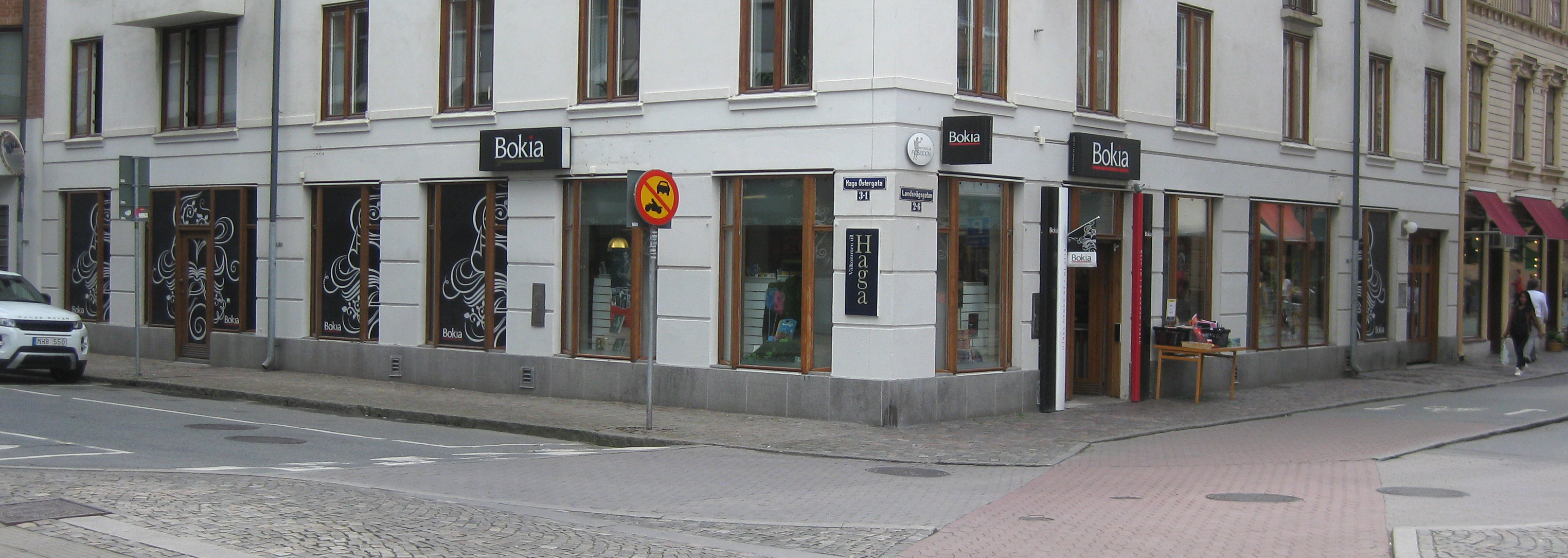
Bokias butik på Järntorget i Göteborg.

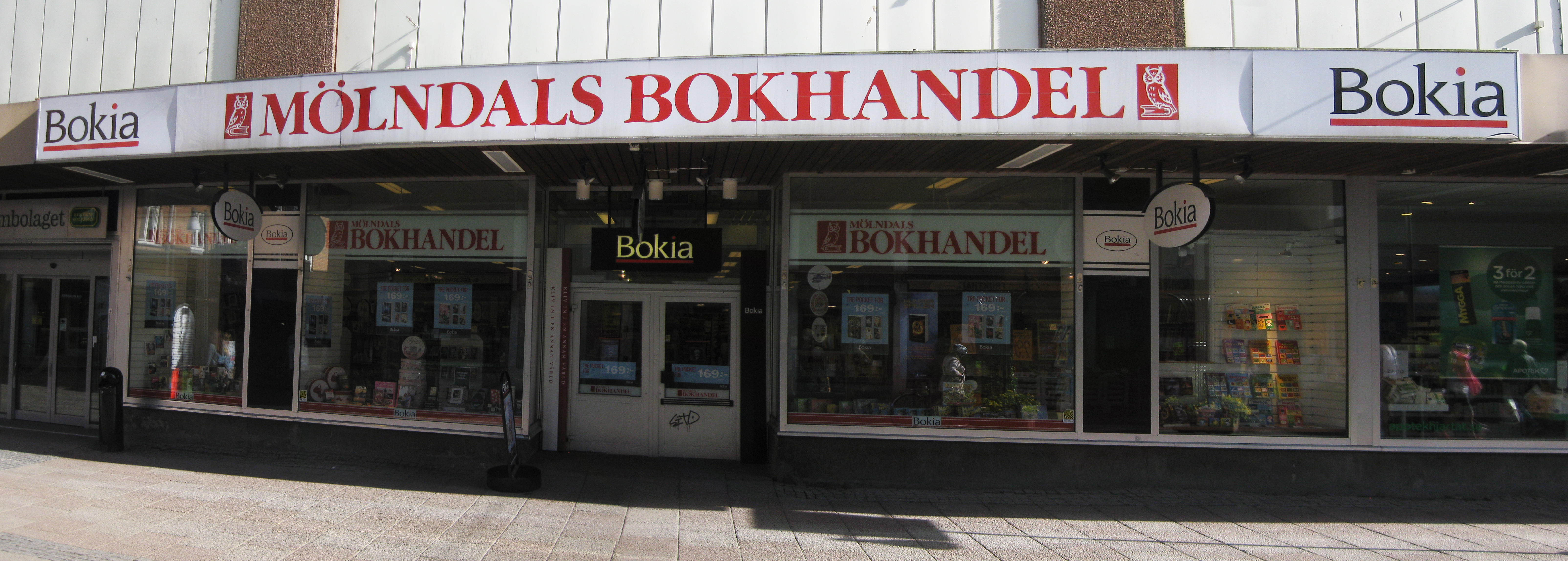
Bokias butik i Mölndal.

Bokia AB var en av Sveriges största bokhandelskedjor. Kedjan hade 69 medlemsbutiker, varav 47 ägdes och drevs av franchisetagare. 2013 slogs Bokia ihop med Akademibokhandeln och Bokiabutikerna bytte namn till Akademibokhandeln.

## Företagsstruktur
Bokia var en frivillig fackkedja, med ett franchiseliknande avtalsupplägg. Utvecklingen gick de sista åren mot utökad integration.[källa behövs] I början av 2013 hade kedjan 69 butiker, varav en näthandel. 22 butiker ägdes av Bokia AB medan merparten var privatägda partner i kedjan. Dessa Bokiabutiker var i sin tur majoritetsägare till Bokia AB.

## Historia
Bokiakedjan bildades 1986 genom en fusion av kedjorna Info och Boksam, där flertalet butiker valde att följa Bokiakedjan, som då hade sitt säte i Kungälv. Kedjan var då en ekonomisk förening som ägde aktiebolaget Bokia AB. 
Bokiakedjan hade under 1990-talet och 2000-talets inledning en framgångsrik utveckling. Den förening som handlarna varit medlemmar i likviderades 2003 och handlarna tilldelades aktier i Bokia AB. I samband med detta genomfördes även en riktad emission. Samtidigt skrevs samarbetsavtalen om, och ett antal medlemmar lämnade kedjan.
2006 genomfördes en ny riktad emission och Stiftelsen Natur & Kultur kom in som delägare i Bokia. I december 2006 köpte Bokia Wettergrens bokhandel med åtta enheter i Göteborgsområdet av Svanströms kontorshandel. Dessa utgjorde grunden till en utökad skara centralt ägda butiker som 2012 uppgick till 22 stycken. 
Bokia var tidigt ute och testade försäljning över Internet. Efter att under en kort period ha samarbetat med Adlibris, köpte Bokia 2008 Svenska Internetbokhandeln AB (grundat 1997). Verksamheten var en del av Bokia AB och tillhandahöll ett stort antal titlar till en ökad skara kunder.
Bokias huvudkontor var beläget i Göteborg och stödde butikerna med sortiment, marknadsföring, logistik, IT-utveckling och -support, utbildning, administrativa tjänster samt butiks- och kedjeutveckling.

## Sammanslagning med Akademibokhandeln
Den 9 maj 2012 meddelade Bokia och Akademibokhandeln att det tecknat en avsiktsförklaring om att slå ihop sina verksamheter, och den 10 december samma år godkände Konkurrensverket sammanslagningen. Den 18 mars 2013 stod det klart att det gemensamma namnet för Bokia och Akademibokhandeln skulle bli Akademibokhandeln, och under andra halvåret 2013 bytte samtliga Bokiabutiker namn.